# Peter Dupej
Peter Dupej (17. června 1919 – 13. července 1983) byl slovenský a československý politik Komunistické strany Slovenska ukrajinské (rusínské) národnosti, poslanec Slovenské národní rady v 60. letech a poslanec Sněmovny národů Federálního shromáždění na počátku normalizace.

## Biografie
V letech 1953-1955 se uvádí jako účastník zasedání Ústředního výboru Komunistické strany Slovenska. V roce 1953 byl předsedou MNV v Prešově. Po volbách v roce 1964 usedl do Slovenské národní rady. V prosinci 1968 byl zvolen do pětičlenného výboru Slovenské národní rady pro menšiny.
Po federalizaci Československa usedl do Sněmovny národů Federálního shromáždění. Mandát nabyl až dodatečně v březnu 1971. Do federálního parlamentu ho nominovala Slovenská národní rada, kde rovněž zasedal. V parlamentu setrval do konce volebního období, tedy do voleb roku 1971.